# Pucrasia macrolopha
Il fagiano koklass (Pucrasia macrolopha (R. Lesson, 1829)), unica specie del genere Pucrasia G. R. Gray, 1841, è un uccello della famiglia dei Fasianidi.

## Descrizione

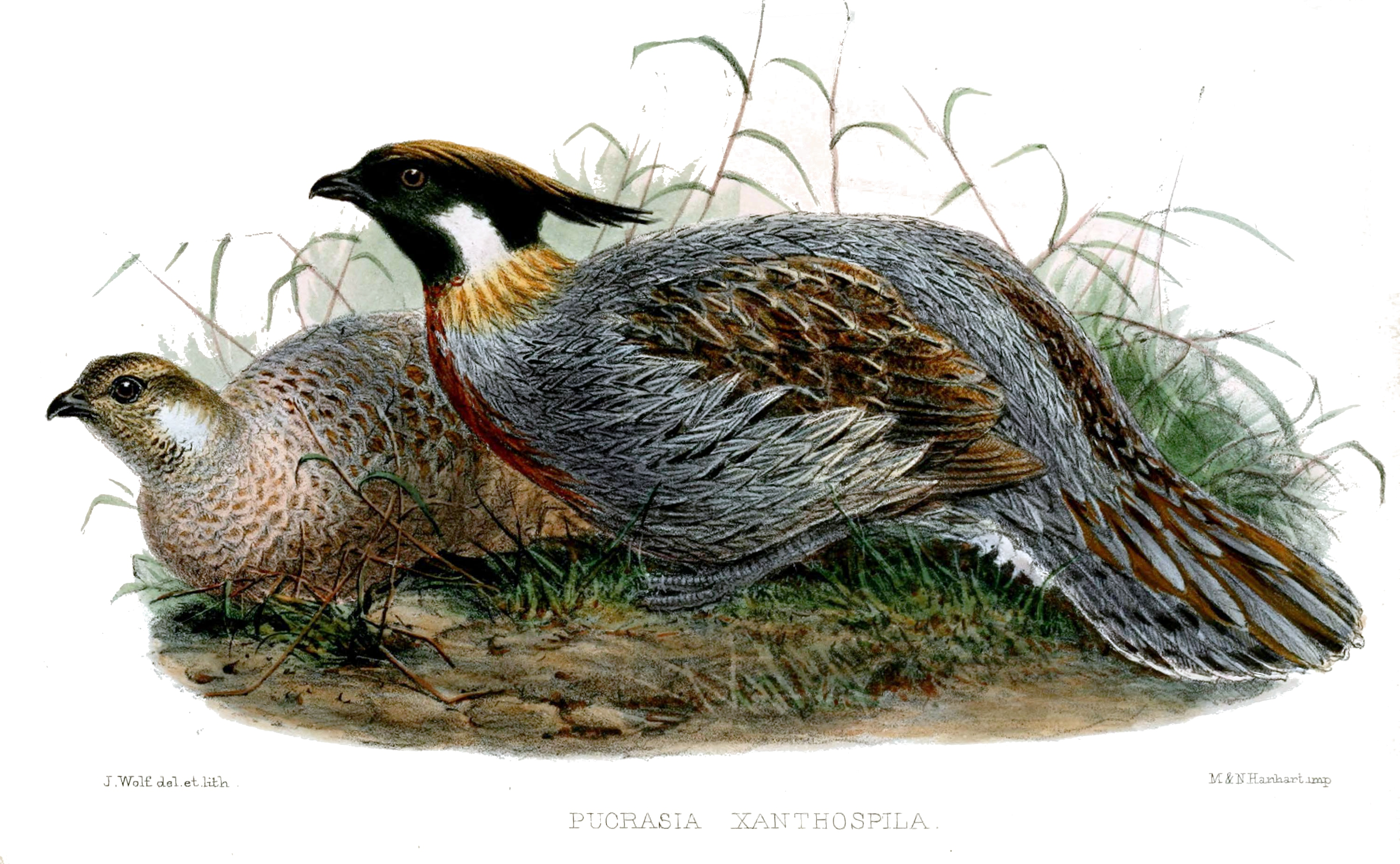
P. m. xanthospila.

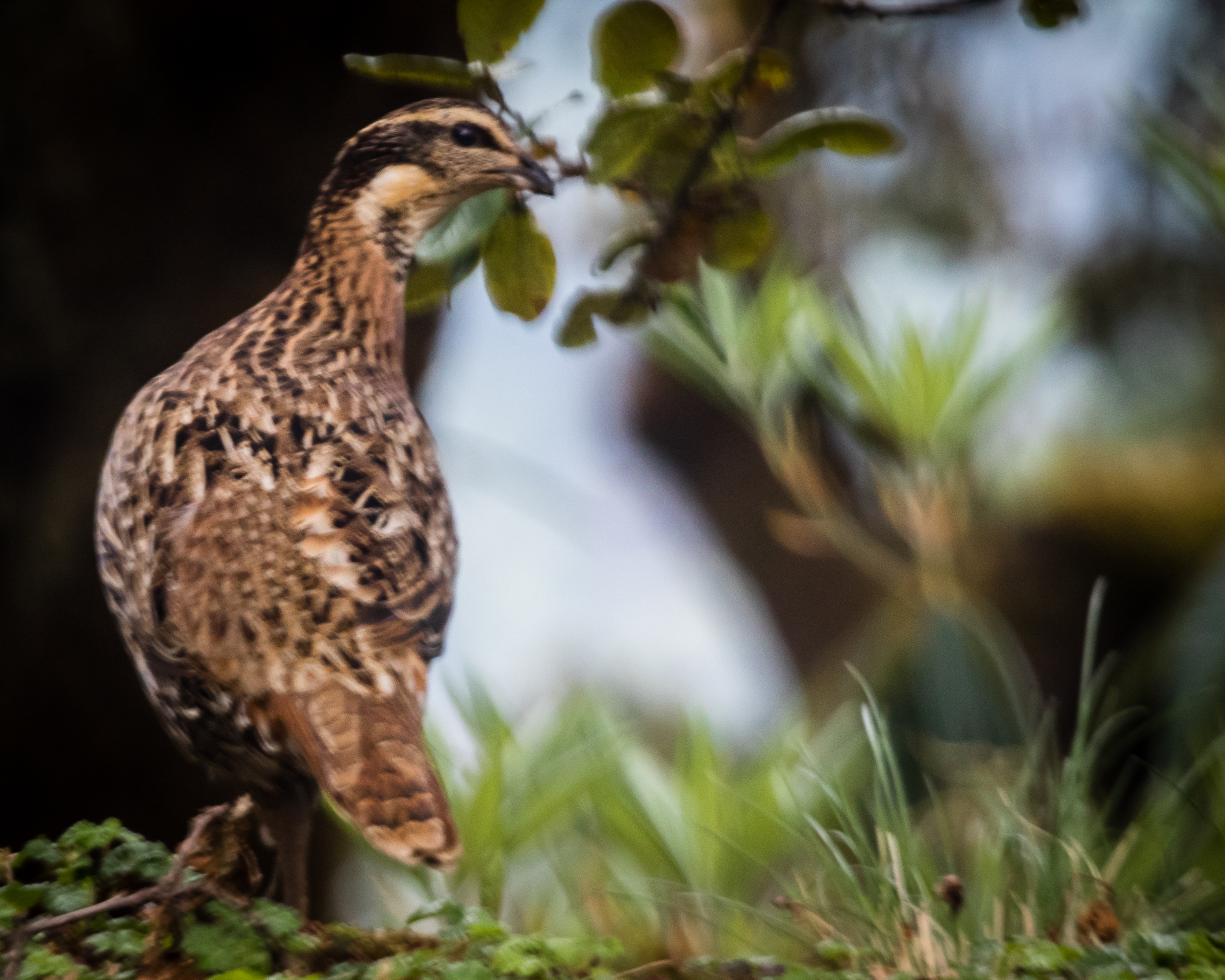
Esemplare di sesso femminile nell'Uttarakhand.

### Dimensioni
Il maschio misura 58-64 cm di lunghezza (di cui 22-28 costituiti dalla sola coda) per 1135-1415 g di peso; la femmina 52,5-56 cm (di cui 17-19,5 di coda) per 930-1135 g.

### Aspetto
Dal punto di vista tassonomico questa specie occupa una posizione intermedia, ma ricorda sotto molti aspetti i tragopani o i lofofori, soprattutto a causa del suo aspetto generale e della disposizione dei suoi colori vivaci. Il maschio e la femmina hanno la testa interamente ricoperta di piume e in quest'ultima il ciuffo è nettamente più breve. Se ne distinguono numerose sottospecie, che differiscono tra loro per la colorazione delle rettrici esterne, che va dal bruno-marrone al grigio-blu, nonché per l'estensione dei toni bruni, gialli, malva e grigio del resto del piumaggio. In tutto sono state descritte nove sottospecie. Nella forma nominale, il vertice della testa è camoscio-bruno e la faccia è di colore verde metallico. Le piume dell'estremità della cresta sono nere ed una vistosa macchia bianca spicca alla base del collo. La parte superiore del corpo è bruno-marrone chiaro, ma con numerose variegature grigiastre simili a squame sui fianchi e sulla parte bassa del dorso. Le parti inferiori, dal mento fino al ventre, sono ricoperte da piume di colore rosso scuro.

## Biologia
Il nome «koklass» attribuito a questa specie è la traduzione del suo richiamo più frequente. Unico membro del suo genere, si distingue per avere popolazioni principali piuttosto distanziate tra loro, caratteristica che ha portato alla formazione di un areale estremamente frammentato.

### Alimentazione
La sua dieta varia comprende una maggiore quantità di insetti rispetto a quella di altri fagiani. Sotto gli altri aspetti, tuttavia, la sua alimentazione è molto simile a quella di altri Fasianidi: il fagiano koklass, infatti, è prevalentemente vegetariano e si nutre di bacche, di gemme, di germogli di giovani arbusti, di fiori e di ogni sorta di vegetali tipici di montagna che può raccogliere nel suo habitat.

### Riproduzione
Poco socievole, sembra essere monogamo e vive in coppia durante tutto l'anno. Nel corso della parata nuziale, il maschio arruffa le piume del corpo e drizza la cresta. Allo stesso tempo, estende i ciuffi di piume nere dei lati della testa. Il nido, rudimentale, si trova al riparo di una roccia o di un cespuglio. Le uova sono beige con punti rossastri e sono state paragonate a quelle del fagiano di monte. La covata è costituita da 4 a 9 uova, la cui incubazione dura tra 21 e 22 giorni.

## Distribuzione ed habitat
Il fagiano koklass vive nelle foreste di montagna tra 1200 e 4500 metri di altitudine nella regione himalayana. In Cina, scende talvolta fino a 600 metri. A seconda delle stagioni, effettua una piccola migrazione altitudinale, alla ricerca di luoghi aperti dove le rocce si alternano a prati sui pendii ripidi. Trascorre la notte appollaiato su un albero.

## Tassonomia
Ne esistono nove sottospecie:

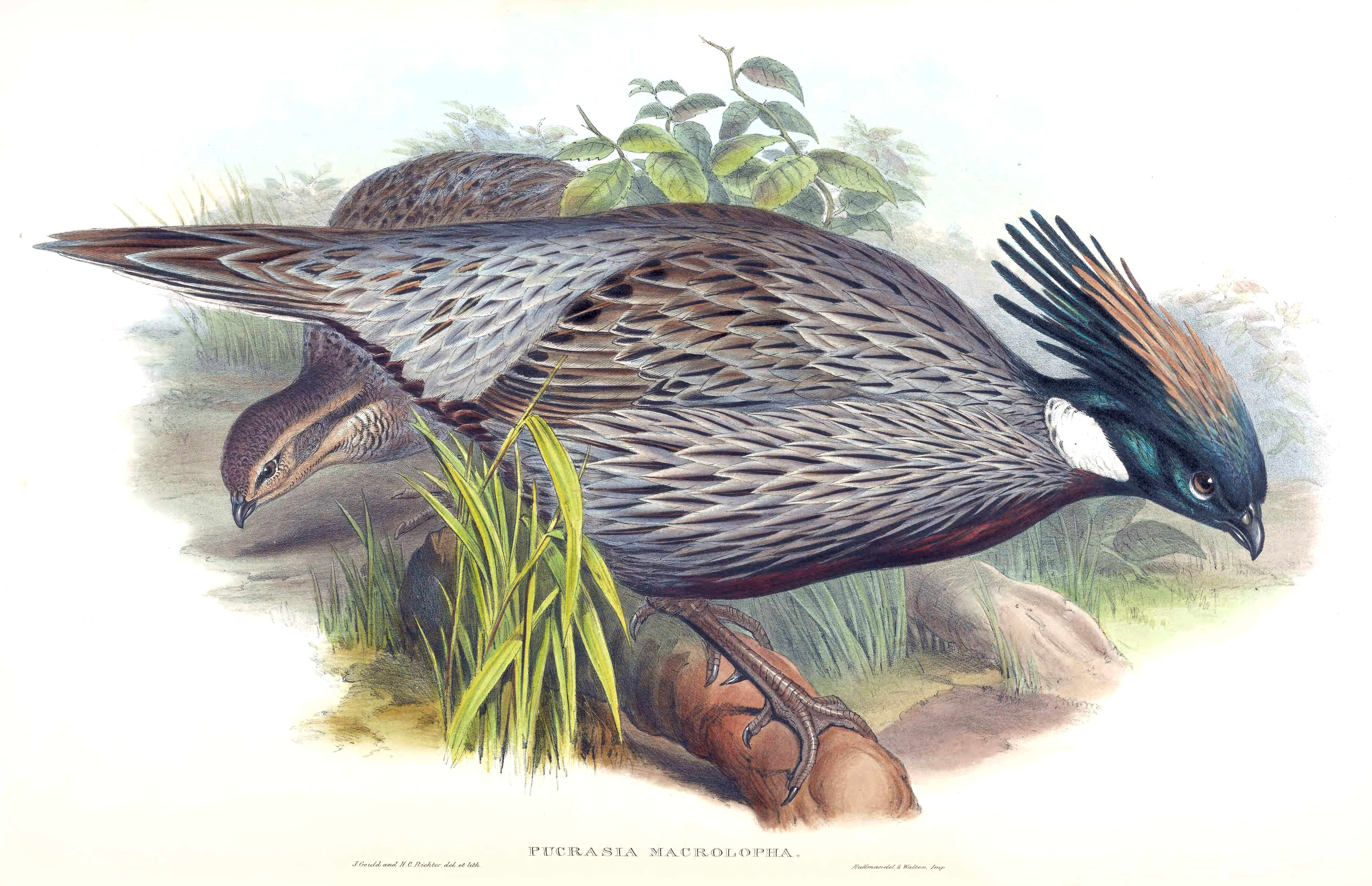

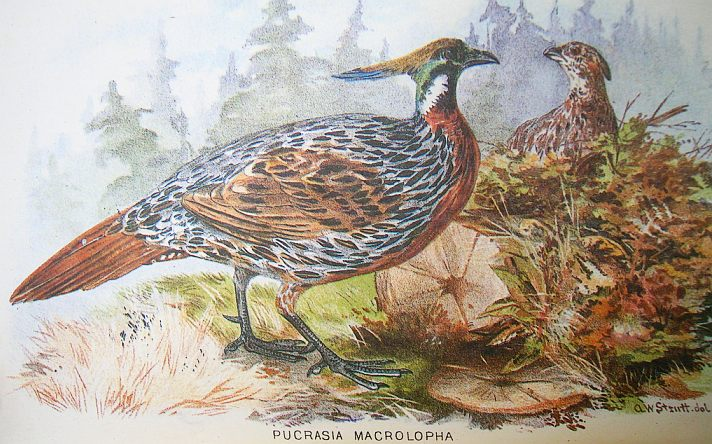

- P. m. castanea Gould, 1854, diffusa nelle regioni orientali dell'Afghanistan e in quelle nord-occidentali del Pakistan;

- P. m. biddulphi G. F. L. Marshall, 1879, endemica del Kashmir (India settentrionale);

- P. m. macrolopha (R. Lesson, 1829), endemica delle regioni occidentali dell'Himalaya;

- P. m. nipalensis Gould, 1854, endemica delle regioni occidentali del Nepal;

- P. m. meyeri Madarász, 1886, diffusa nella fascia di territorio compresa tra il Sichuan occidentale e lo Yunnan nord-occidentale (Cina centro-meridionale);

- P. m. ruficollis David e Oustalet, 1877, diffusa nella fascia di territorio che dal Sichuan centro-occidentale giunge fino alle regioni sud-occidentali del Gansu e a quelle meridionali dello Shaanxi (Cina centrale);

- P. m. xanthospila G. R. Gray, 1864, diffusa nella fascia di territorio che dallo Shaanxi settentrionale e dallo Shanxi giunge fino alle regioni occidentali dell'Hebei (Cina nord-orientale);

- P. m. joretiana Heude, 1883, endemica delle regioni sud-occidentali dell'Anhui (Cina centro-orientale);

- P. m. darwini Swinhoe, 1872, diffusa nella fascia di territorio che dall'Hubei e dal Sichan sud-orientale giunge fino al Fujian (Cina centrale).